# 斯洛伐克共产党
斯洛伐克共产党，简称斯共（KSS），是斯洛伐克的一个共产主义政党。该党成立于1992年8月29日，由斯洛伐克共产党—91和斯洛伐克共产主义者联盟合并而成。
2002年议会选举中，斯共获得了6%的选票和斯洛伐克议会的11个席位。在2006年议会选举中，该党获得3.88%的选票，没有获得席位。
该黨是共产党和工人党国际会议的成员以及欧洲左翼黨的观察员党。